# Port lotniczy Veracruz
Port lotniczy Veracruz (IATA: VER, ICAO: MMVR) – międzynarodowy port lotniczy położony w Veracruz, w stanie Veracruz, w Meksyku.

## Linie lotnicze i połączenia
- Aeroméxico Connect (Ciudad del Carmen, Guadalajara, Mérida, Meksyk, Monterrey, Tampico, Villahermosa)
- Continental Express obsługiwane przez ExpressJet Airlines (Houston-Intercontinental)
- MexicanaClick (Meksyk)
- MexicanaClick obsługiwane przez Aeromar (Meksyk)
- MexicanaLink (Guadalajara, Mérida, Villahermosa)
- VivaAerobus (Cancún, Guadalajara, Monterrey, Reynosa)